# Георг Еллінек
Георг Еллінек або Єллінек (нім. Georg Jellinek; 16 червня 1851, Лейпциг — 12 січня 1911, Гайдельберг) — німецький юрист, державознавець, представник юридичного позитивізму.

## Життєпис
Георг Еллінек народився в Лейпцизі 16 червня 1851 році у сім'ї Адольфа Еллінека, відомого проповідника єврейської общини у Відні.
З 1867 по 1872 рік Георг Еллінек вивчав право, історію мистецтв і філософію у Віденському, а також в Гайдельберзькому та Лейпцизькому університетах.
У 1872 році він захистив у Лейпцизі дисертацію «нім. Die sozialethische Bedeutung von Recht, Unrecht und Strafe» («Соціально-етичне значення права, несправедливості та покарання») став доктором філософії, а в 1874 році у Відні отримав ступінь доктора юридичних наук.
В 1879 році він пройшов процедуру хабілітації на посаду професора у Віденському університеті. Після цього Еллінек зайняв посаду професора філософії права, а в 1881 році був призначений членом державної екзаменаційної комісії. 1882 року вийшов його фундаментальний твір «Die Lehre von den Staatenverbindungen» («Теорія уніфікації держави»). Після цього він став ад'юнкт-професором Конституційного права Віденського університету.
У 1889 році Еллінек залишив академічну службу Австро-Угорщини і став професором Швейцарського Базельського університету.
В 1891 році він переїхав у Німеччину і переходить на посаду професора Конституційного і Міжнародного права в Гайдельберзькому університеті.
У 1900 році вийшло перше видання основної праці Еллінека «Allgemeine Staatslehre» («Загальне вчення про державу»), також відомого під назвою «Das Recht des Modernen Staates» («Право сучасної держави»), де Еллінек виступив із теорією обмеженого суверенітету та із аналізом правового становище територій, які є складовою частиною імперій та федеративних утворень.

## Сім'я
Георг Еллінек був у шлюбі з Каміллою Еллінек, до шлюбу Вертгайм (1860—1940), яку Маріанна Вебер переконала у 1900 році приєднатися до руху за права жінок, і яка стала відомою наданням правової допомоги жінкам, працею над проєктами реформування кримінального законодавства.
В них було шестеро дітей, народжених між 1884 і 1896 роками, двоє померли в дитячому віці. Син Вальтер та донька Дора при нацистах були поміщені у концентраційний табір Терезиенштадт, а молодший син Отто був замучений до смерті в Гестапо у 1943 році.

## Наукова діяльність
Георг Еллінек — засновник теорії несуверенних держав (теорія необмеженого, повного суверенітету; унітарна, централістська теорія федералізму), згідно з якою на всій території єдиної держави може існувати тільки один сувернітет. Держави, які ввійшли в федерацію, або приєднані до імперії, хоча і зберігають певний об'єм влади, в той же час повністю втрачають сувернітет.
Він також висунув прогресивну в його час концепцію самообмеження держави видане ним правовими нормами.
Він визначав державу як цільове єдинство індивідів, наділене якостями юридичного суб'єкта, яке володіє волею і є носителем прав. Він вважав, що державу потрібно вивчати одночасно як особливу громадську освіту і як правове явище. Відповідно, його вчення мало дві сторони: соціальну і правову. Тому Еллінека часто називають основоположником німецької соціології права.
Одною із широко відомих робіт Еллінека було ессе у 1895 році про Декларацію прав людини і громадянина, в якій він розвинув ідею про універсальність теорії прав людини. На противагу Емілю Бутми він разглядав Декларацію прав людини та громадянина, а також Велику французьку революцію, як ключеві події політичної історії XIX століття, не в рамках чисто французької традиції, а як аналог революційних ідей і рухів в Англії і США.
Вчення Еллінека про державу і право було широко відомо крім Німецької імперії і Австро-Угорщини, також в Російської імперії і Японії. В цілому, воно вказало великий вплив на світову юридичну науку початку XX століття.

### Німецькою
- Die Socialethische Bedeutung: von Recht, Unrecht und Strafe. — Wien: Alfred Holder[de]: K. K. Hof-und Univerditats-Buchhandler, 1878. — 129 s.
  - 2. Aufl. — Berlin, 1908.
- Die Beziehungen Goethe's zu Spinoza. Vortrag gehalten im Vereine der Literaturfreunde zu Wien. — Wien, 1878.
- Die rechtliche Natur der Staatenverträge. Ein Beitrag zur juristischen Construction des Völkerrechts. — Wien, 1880.
- Die Lehre von den Staatenverbindungen. — Wien; Berlin, 1882.
- Die Entwickelung des Ministeriums in der Constitutionellen Monarchie. — Wien, 1883.
- Österreich-Ungarn und Rumänien in der Donaufrage. Eine völkerrechtliche Untersuchung. — Wien, 1884.
- Ein Verfassungsgerichtshof für Österreich. — Wien, 1885.
- mit Pliveric, Josef, Das rechtliche Verhältniß Kroatiens zu Ungarn. Mit einem Anhange, die ungarisch-kroatischen Ausgleichsgesetze enthaltend. — Agram, 1885.
- Gesetz und Verordnung: staatsrechtliche Unterduchungen auf rechtsgeschichtlicher und rechtsvergleichender Glundlage. — Freiburg im Breisgau: Akademische Verlagsbuchhandlung von J.C.B. Mohr (Paul Siebeck), 1887. — 412 s.
- System der subjektiven öffentlichen Rechte. — Freiburg im Breisgau, 1892.
- Adam in der Staatslehre. Vortrag gehalten im historisch-philosophischen Verein zu Heidelberg. — Heidelberg, 1893.
- Das Recht der Minoritäten. Vortrag gehalten in der juristischen Gesellschaft zu Wien. — Wien, 1898.
- Allgemeine Staatslehre (Das Recht des Modernen Staates):
  - 1., Aufl. — Berlin, 1900.
  - 2., erg. Aufl. — Berlin, 1905.
  - 3., erg. Aufl. — Berlin, 1914.
- Das Pluralwahlrecht und seine Wirkungen. Vortrag gehalten in der Gehe-Stiftung zu Dresden am 18. März 1905. — Dresden, 1905.
- Verfassungsanderung und Verfassungswandlung: eine staatsrechtlich-politische Abhandlung. — Berlin: Verlag von O. Haring, 1906. — 80 s.
- Der Kampf des alten mit dem neuen Recht. Prorektoratsrede. — Heidelberg, 1907.
- Ausgewählte Schriften und Reden von Georg Jellinek, Bd 1-2:
  - Bd. 1. — Berlin: Verlag von O. Haring, 1911. — 454 s.

### Російські переклади
- Общее учение о государстве (Право современного государства: Соч. д-ра Георга Еллинека, проф. Гейдельберг. ун-та.) / Пер. под ред. прив.-доц. С.-Петерб. ун-та В. М. Гессена и Л. В. Шалланда. — С-Пб.: т-во «Общественная польза», 1903. — 532 с.
- Еллинек Г. Декларация прав человека и гражданина. Пер. с нем. 3-е изд., доп. / Пер. под ред. А. Э. Вормса. — М.: Тип. т-ва И. Д. Сытина, 1906. — 106 с.
- Еллинек Г. Множественное (плюральное) избирательное право / Пер. с нем. И. Д. Новика. — М.: Изд-е т-ва И. Д. Сытина, 1906. — 56 с.
- Еллинек Г. Право меньшинства: Доклад, читанный в юридическом обществе в Вене. — М.: Изд-е В. М. Саблина, 1906. — 59 с.
- Еллинек Г. Права меньшинства / Под ред. М. О. Гершензона; Пер. с нем. Е. Троповского. — М.: Изд-е М. и С. Сабашниковых, 1906. — 56 с.
- Еллинек Г. Право меньшинства / Пер. с нем. И. Д. Новика. — М.: Изд-е Т-ва И. Д. Сытина, 1906. — 47 с.
- Иеллинек Г. Бюджетное право / Пер. с нем. — Ростов-на-Дону: «Донская речь» Н. Е. Парамонова, ценз. 1906. — 43 с.
- Еллинек Г. Конституции, их изменения и преобразования / Пер. с нем. под ред. и со вступ. Б. А. Кистяковского. — С-Пб.: Изд. юрид. кн. скл. «Право», 1907. — 118 c.
- Еллинек Г. Изменения и преобразования конституций / Пер. с нем. под ред. В. М. Устинова. — С-Пб.: Тип. Н. Н. Клобукова, 1907. — 96 с.
- Еллинек Г. Конституция, их история и значение в современном праве. — С-Пб.: Книгоизд-во «Голос», б\г. — 48 с.
- Еллинек Г. Общее учение о государстве. Право современного государства. Т. 1 / Под ред. С. И. Гессена. — 2-е изд., испр. и доп. — С-Пб.: Изд-е Н. К. Мартынова, 1908. — 626 c.
- Еллинек Г. Борьба старого права с новым / Пер. с нем. Р. К. Ч.; Вступ. ст. А. С. Алексеева. — М.: Книгоизд-во «Заратустра», 1908. — 52 с.
- Еллинек Г. Адам в учении о государстве: Библейское предание и политические теории / Пер. с нем. С. М. Роговина. — М.: Изд-е Н. Н. Клочкова, 1909. — 32 с.
- Еллинек Г. Правительство и парламент в Германии: История развития их отношений: Лекция, прочитанная 13 марта 1909 года в Gehe-Stiftung в Дрездене / Пер. с нем. Э. Пашкевич, под ред., с предисл. А. А. Рождественского. — М.: Изд-е Н. Н. Клочкова, 1910. — 62 с.
- Еллинек Г. Социально-этическое значение права, неправды и наказания. Перевод со 2-го, просмотренного автором издания / Под ред. А. А. Рождественнского; Пер. И. И. Власова; Предисл. П. И. Новгородцева. — М.: Изд-е Н. Н. Клочкова, 1910. — 158 c.
- Еллинек Г. Система субъективных публичных прав / Пер. со 2-го нем. изд. под ред. прив.-доц. Моск. ун-та А. А. Рождественского. Вып. 1. — С-Пб.; М.: Освобождение, 1913. — 26 с.
- Еллинек Г. Общее учение о государстве / Вступ. ст.: Козлихин И. Ю. — С-Пб.: Юрид. центр Пресс, 2004. — 752 c. — ISBN 5-94201-310-1.